# NGC 6436
NGC 6436 ist eine 14,0 mag helle Spiralgalaxie vom Hubble-Typ Scd im Sternbild Drache am Nordsternhimmel. Sie ist schätzungsweise 292 Millionen Lichtjahre von der Milchstraße entfernt und hat einen Durchmesser von etwa 120.000 Lj.
Das Objekt wurde am 25. September 1884 von Lewis A. Swift entdeckt.